# Daniel Stendel
Daniel Stendel est un footballeur puis entraîneur allemand, né le 4 avril 1974 à Francfort-sur-l'Oder en Allemagne.

## Biographie

### Carrière de joueur
Il rejoint l'équipe Hannover 96 en septembre 1999 en tant qu'attaquant et y porte le numéro 11. Il compte plus de 50 matchs en Bundesliga à son actif et a marqué à 7 reprises. Il joue son premier match dans l'élite le 11 septembre 2002. Il joue 150 fois pour les rouges et inscrit 37 buts.
Il est l'un des piliers de la montée en Bundesliga, marquant 16 buts cette année-là. Mais plus que ses qualités de buteur, c'est son travail de passeur décisif qui en fait un élément de choix.

### Carrière d'entraîneur
Le 6 juin 2018, Barnsley, relégué en League One, annonce son arrivée au poste d'entraîneur où il paraphe un contrat de deux ans. L'objectif du club est la remontée en Championship, la deuxième division anglaise. Le président du club anglais est alors Gauthier Ganaye. Il remplit l'objectif fixé par le club, terminant à la deuxième place du championnat.  
La saison 2019-2020 en Championship s'avère plus compliquée. Vainqueur du match d'ouverture, son équipe enchaîne ensuite dix rencontres sans succès. Il est démis de ses fonctions le 8 octobre 2019.
Il rebondit en Écosse où le Heart of Midlothian FC lui confie les rênes de son équipe première le 7 décembre 2019. Il y signe un contrat de deux ans et demi. Le club écossais lutte alors pour son maintien en Scottish Premiership. À cause de la pandémie de Covid-19, le championnat est prématurément arrêté. Les Hearts terminent derniers et sont relégués. Son contrat ayant une clause de départ en cas de relégation, il quitte le club au terme de la saison.
Il prend la succession de Jean-Louis Garcia à la tête de l'AS Nancy-Lorraine le 20 mai 2021. Il signe un contrat de deux ans et retrouve Ganaye comme président. En ne gagnant aucun de ses huit premiers matchs (3 nuls, 5 défaites), le club lorrain effectue le pire début de saison de son histoire en Ligue 2. Après une nouvelle contre-performance à domicile contre Amiens (10e journée, 1-1) alors que son équipe évolue à 11 contre 9 pendant une mi-temps, il est démis de ses fonctions le 24 septembre 2021. L'ASNL occupe alors la dernière place du championnat avec 4 points.

## Carrière d’entraîneur
- avr. 2016-mars 2017 :  Hanovre 96
- juin 2018-oct. 2019 :  Barnsley FC
- déc. 2019-2020 :  Heart of Midlothian
- Mai. 2021- Septembre 2021 :  AS Nancy Lorraine